# Championnats d'Océanie de BMX 2019
Navigation
Édition précédente Édition suivante
Les championnats d'Océanie de BMX 2019 ont lieu le 19 janvier 2019 à Te Awamutu en Nouvelle-Zélande.

## Podiums
| Épreuves            | Or                    | Argent                | Bronze                 |
| ------------------- | --------------------- | --------------------- | ---------------------- |
| Épreuves masculines |                       |                       |                        |
| Élite hommes        | Kai Sakakibara (AUS)  | Brandon Te Hiko (AUS) | Bradley Game (AUS)     |
| Junior hommes       | Tasman Wakelin (NZL)  | Jack Davis (AUS)      | Matthew Tidswell (AUS) |
| Épreuves féminines  |                       |                       |                        |
| Élite femmes        | Saya Sakakibara (AUS) | Sarah Walker (NZL)    | Rebecca Petch (NZL)    |
| Junior femmes       | Jessie Smith (NZL)    | Baylee Luttrell (NZL) | Kiana Botfield (AUS)   |

## Tableau des médailles
| Rang  | Nation           | Or | Argent | Bronze | Total |
| ----- | ---------------- | -- | ------ | ------ | ----- |
| 1     | Australie        | 2  | 2      | 3      | 7     |
| 2     | Nouvelle-Zélande | 2  | 2      | 1      | 5     |
| Total | Total            | 4  | 4      | 4      | 12    |